# Paola Pigni
Paola Pigni épouse Cacchi (née le 30 décembre 1945 à Milan et morte à Rome le 11 juin 2021) est une ancienne athlète italienne spécialiste du fond et du demi-fond.

## Biographie
Paola Pigni remporte le Cross de L'Humanité en 1968. Aux Championnats d'Europe de 1969 à Athènes, elle gagne la médaille de bronze du 1 500 mètres.
Aux Jeux olympiques d'été de 1972 à Munich, elle termine à nouveau sur la troisième marche du podium du 1 500 m derrière la Soviétique Lyudmila Bragina et l'Est-Allemande Gunhild Hoffmeister.
Elle remporte ensuite deux titres de championne du monde de cross-country en 1973 et 1974.
Paola Pigni a également été détentrice de plusieurs records du monde, dont deux ont été officiellement homologués : celui du 1 500 m le 2 décembre 1969 et celui du mile le 8 août 1973.
Le matin du 11 juin 2021, au domaine présidentiel de Castel Porziano (Rome) et en présence du président de la République Sergio Mattarella, Paola Pigni participe, en tant que « représentante des Légendes du sport et de la santé », à la cérémonie du Festival de l'éducation alimentaire dans les écoles. Immédiatement après l'événement, elle s'est sentie mal et a été transportée à l'hôpital Sant'Eugenio de Rome, où elle est décédée.

## Hommage
Le 7 mai 2015, en présence du président du Comité national olympique italien (CONI), Giovanni Malagò, a été inauguré  le Walk of Fame du sport italien dans le parc olympique du Foro Italico de Rome, le long de Viale delle Olimpiadi. 100 tuiles rapportent chronologiquement les noms des athlètes les plus représentatifs de l'histoire du sport italien. Sur chaque tuile figure le nom du sportif, le sport dans lequel il s'est distingué et le symbole du CONI. L'une de ces tuiles lui est dédiée .

## Palmarès

### Jeux olympiques
- Jeux olympiques d'été de 1972 à Munich ( Allemagne de l'Ouest)
  -  Médaille de bronze sur 1 500 mètres

### Championnats d'Europe d'athlétisme
- Championnats d'Europe d'athlétisme de 1969  à Athènes ( Royaume de Grèce)
  -  Médaille de bronze sur 1 500 mètres
- Championnats d'Europe d'athlétisme de 1974 à Rome ( Italie)
  - 5e sur 3 000 mètres

### Universiade
- Universiade d'été de 1973 à Moscou ( Union soviétique)
  -  Médaille d'or sur 1 500 mètres

### Jeux méditerranéens
- Jeux méditerranéens de 1971 à Izmir ( Turquie)
  -  Médaille d'argent sur 1 500 mètres
- Jeux méditerranéens de 1975 à Alger ( Algérie)
  -  Médaille d'or sur 800 mètres
  -  Médaille d'or sur 1 500 mètres

### Records du monde
- 16 min 17 s 4 sur 5 000 m le 11 mai 1969
- 15 min 53 s 6 sur 5 000 m le 2 septembre 1969
- 4 min 12 s 4 sur 1500 m le 2 décembre 1969
- 35 min 30 s 5 sur 10 000 m le 9 mai 1970
- 9 min 09 s 2 sur 3 000 m le 11 mai 1972
- 4 min 29 s 5 sur le mile le 8 août 1973